# Gryon californicum
Gryon californicum är en stekelart som först beskrevs av Lubomir Masner 1980.  Gryon californicum ingår i släktet Gryon och familjen Scelionidae. Inga underarter finns listade i Catalogue of Life.